# Henry VIII (film, 1911)
Pour les articles homonymes, voir Henry VIII.
Pour plus de détails, voir Fiche technique et Distribution.
Henry VIII est un film muet britannique de Will Barker et Herbert Beerbohm Tree, adapté de la pièce Henri VIII de William Shakespeare. Ce film est considéré comme perdu.

## Fiche technique
- Titre : Henry VIII
- Réalisation : Will Barker et Herbert Beerbohm Tree
- Scénario : Herbert Beerbohm Tree d'après le pièce Henry VIII de William Shakespeare
- Musique : Edward German
- Photographie : Will Barker
- Montage : Will Barker
- Production : Will Barker et Herbert Beerbohm Tree
- Société de production : Barker Motion Photography
- Pays d'origine :  Royaume-Uni
- Genre : Drame et historique
- Format : Muet - Noir et blanc - 1,33:1 - 35 mm
- Durée : 40 minutes
- Date de sortie : 
  -  Royaume-Uni - 24 février 1911

## Distribution
- Arthur Bourchier : Henri VIII
- Herbert Beerbohm Tree : Cardinal Wolsey
- Violet Vanbrugh (en) : reine Catherine
- Laura Cowie : Anne Boleyn
- S.A. Cookson : Cardinal Campeius
- Basil Gill : Duc de Buckingham
- Edward O'Neill : Duc de Suffolk

## Autour du film
- Herbert Beerbohm Tree avait adapté la pièce au théâtre l'année précédente pour le His Majesty's Theatre[1]